# 2019 en Arabie saoudite
Cet article présente les faits marquants de l'année 2019 en Arabie saoudite.

## Évènements
- 12 juin : l'aéroport d'Abha est frappé par un projectile lancé par des Houthis du Yémen, blessant ainsi 26 personnes et provoquant l'hospitalisation de huit d'entre-elles[1]. Il subit ensuite une attaque par drones déjouée le 14[2] et une autre réussie selon les Houtis le 15[3].
- 14 septembre : l'attaque d'Abqaïq et de Khurais provoque des incendies et l'arrêt de la production dans ces deux installations pétrolières d'Aramco, dans l'est du pays.